# Tre tigri contro tre tigri
Tre tigri contro tre tigri è un film collettivo del 1977, diretto da Sergio Corbucci e Steno.

## Trama
Il film è diviso in tre episodi.

### Primo episodio
Don Cimbolano, parroco in un paesino di campagna a maggioranza comunista, vede riempirsi la chiesetta di fedeli solo quando si diffonde la falsa voce di suoi rapporti con la moglie d'un pastore protestante, mandato per migliorare i rapporti con la Chiesa cattolica.

### Secondo episodio
Il commesso viaggiatore Oscar, in realtà evaso innocuo, è adescato da un'apparente nobildonna giovane, vistosa e libertina, che in realtà nasconde, dietro le avances, una trasmissione di candid camera diretta da Nanni Loy, che interpreta se stesso con una buona dose d'autoironia.

### Terzo episodio
L'avvocato Scorza, che ha il terrore dei mezzi di trasporto, si trova costretto a vivere una rocambolesca avventura aviatoria al posto del suo capo, con la focosa signora Nardi, facoltosa cliente dello studio.

## Musica
La musiche del film, scritte da Guido e Maurizio de Angelis, sono tutte di tipo liscio. La colonna sonora è un bellissimo tango dal titolo sconosciuto. Questo tango è l'unica musica del film, anche se suonata in modi e strumenti diversi, tranne nel primo episodio, quando viene eseguito un ballo liscio e nel terzo episodio, quando viene eseguito anche il valzer Sul bel Danubio blu (cantata dal tenore Manlio Rocchi e diretta da Paolo Villaggio).

## Sequel
Il film ha avuto un sequel del 1978 intitolato Io tigro, tu tigri, egli tigra. La regia è affidata a Renato Pozzetto (primo episodio) e Giorgio Capitani (secondo e terzo episodio), con il ritorno di Pozzetto, Cochi, Montesano e Villaggio.

## Luoghi
Il primo episodio è girato a Vararo, frazione del comune di Cittiglio in provincia di Varese, mentre la scena della grotta bloccata dal masso è stata ripresa nella zona di Sacrofano (Roma).
Nel secondo episodio l'incontro di Montesano con la Di Lazzaro è stato girato al 19º km. della Flaminia ed esattamente in via Codette nel comune di Riano (Roma)